# أساطير الماساي
أساطير الماساي (بالإنجليزية: Maasai mythology)‏ أو ديانة الماساي (بالإنجليزية: Maasai religion)‏ هي المعتقدات التقليدية لشعب الماساي في كينيا وتنزانيا. في ثقافة الماساي، تعتبر الطبيعة وعناصرها جوانب مهمة في دينهم.
نغاي [الإنجليزية] (ويُسمى أيضًا إينغاي أو إينكاي) هو الخالق الأعلى المخنث، الذي يمتلك مبادئ أنثوية ومذكر. يشير الماساي إلى المسكن البدائي لنغاي باسم «أوْل دوينيو لينجاي» والذي يعني حرفياً «جبل الإله»، والذي يعتقدون أنه يقع في شمال تنزانيا. اسم نغاي أو إينكاي مرادف لكلمة "مطر".
وفي ديانة الماساي، يتوسط لايبون (جمع: لايبوني) بين عالم الأحياء وعالم الخالق. هم كبار كهنة وعرافو الماساي. بالإضافة إلى تنظيم الاحتفالات الدينية وترؤسها - بما في ذلك التضحية والإراقة، فهم أيضًا يشفون الأحياء جسديًا وروحانيًا.

## قراءة معمقة
- Harold Scheub, A Dictionary of African Mythology, The Mythmaker as Storyteller Oxford University Press, Oxford, 2000, (ردمك 0-19-512456-1)
- Naomi Kipury, Oral Literature of the Maasai (1983: East African Educational Publishers Ltd., PO Box 45314 Nairobi, Kenya
- Spencer, Paul, (2003), "Providence and the cosmology of misfortune" and "Loonkidongi diviners and Prophets", in Spencer, P, Time, Space, and the Unknown: Maasai configurations of power and providence, Routledge, London (pp. 67–123).